# Els Tossalets (Sarroca de Bellera)
Els Tossalets, és un cim de 1.418,9 metres d'altitud i una serreta que s'allargassa un quilòmetre cap al nord-est situats en el terme municipal de Sarroca de Bellera, al Pallars Jussà. Es troba a l'antic límit entre el municipi pallarès de Sarroca de Bellera i el de Benés, de l'Alta Ribagorça. Aquest darrer municipi pertany actualment al primer. Són just a ponent del poble de Santa Coloma d'Erdo, al nord-oest d'Erdo i al sud-est de Buira.